# Tempelstraße 8 (Bonn)

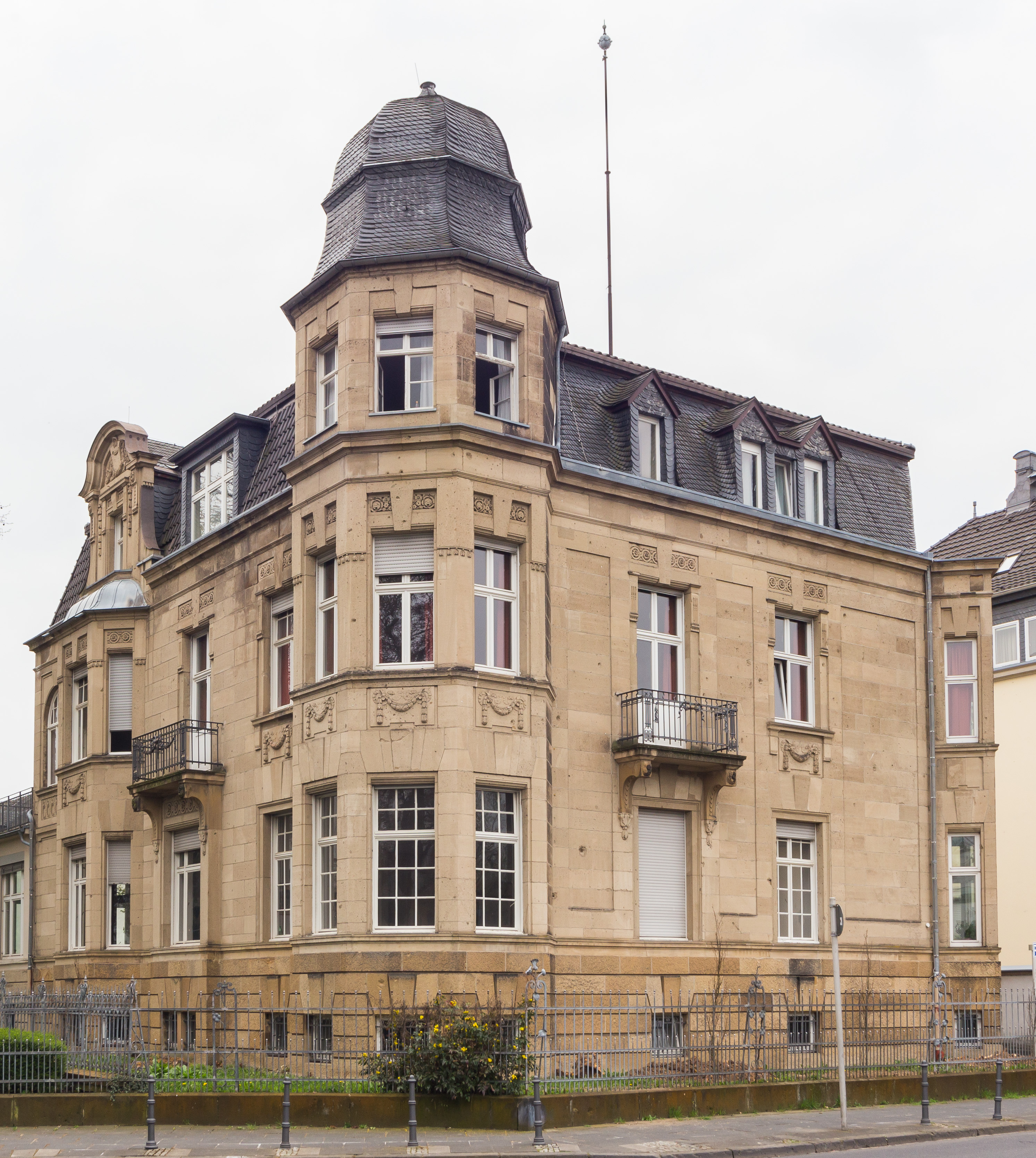
Villa Tempelstraße 8 (2013)

Das Gebäude Tempelstraße 8 (auch Villa Eschbaum) ist eine Villa im Bonner Ortsteil Gronau, die 1901/02 errichtet wurde. Sie liegt an der von der Adenauerallee (B 9) abzweigenden Tempelstraße nahe dem Rheinufer (Wilhelm-Spiritus-Ufer) gegenüber dem Eingang zur Liegenschaft des Auswärtigen Amtes. Die Villa steht als Baudenkmal unter Denkmalschutz.

## Geschichte

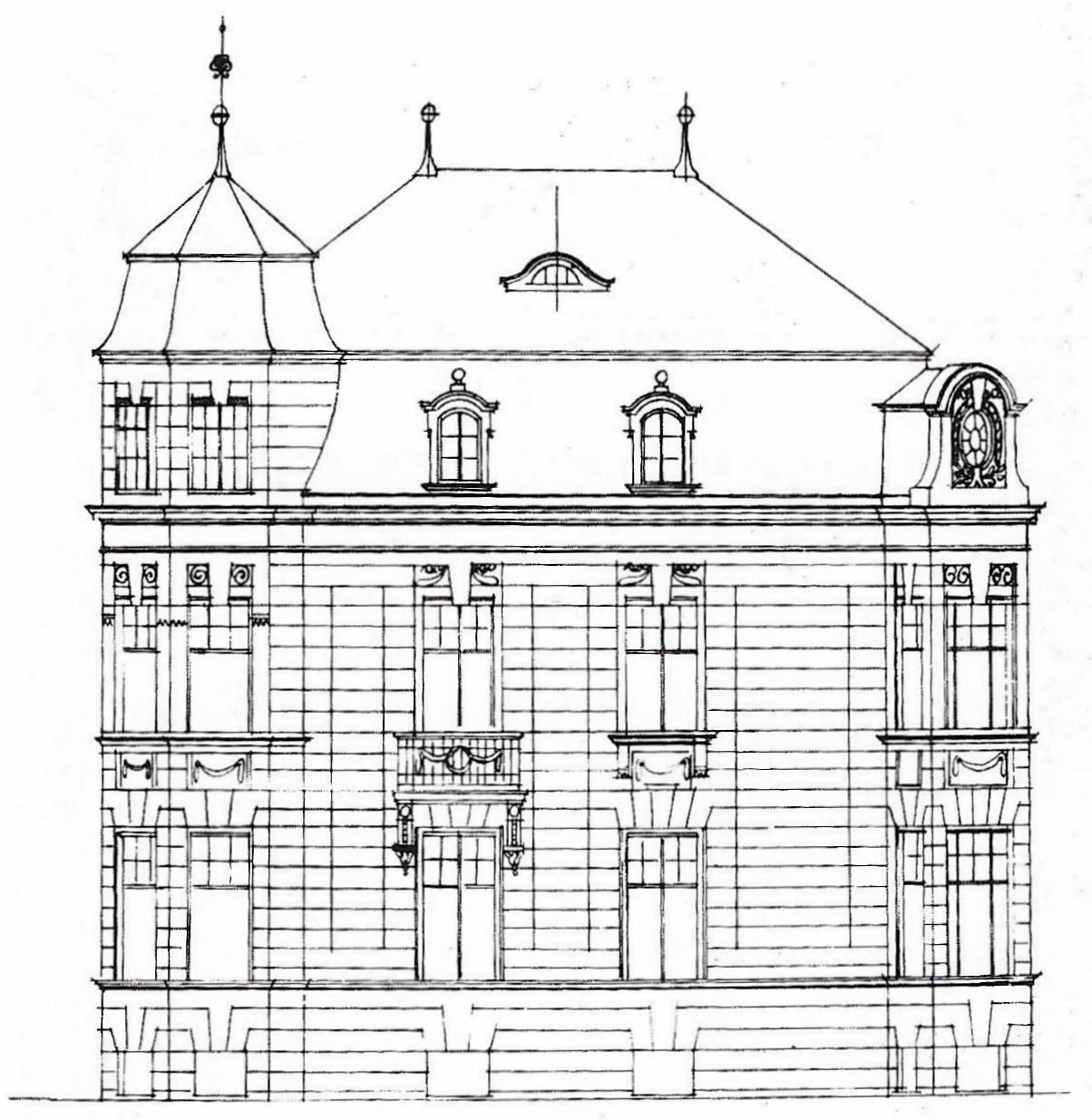
Aufriss der Straßenfront (1901)

Die Villa entstand für den Bauherrn J. A. Eschbaum nach einem Entwurf des Berliner Architekturbüros Kayser & von Großheim, als deren lokaler Vertreter der Architekt Heinrich Rings auftrat. Auf den Bauantrag vom 29. Mai 1901 hin wurde am 18. Juni 1901 die Bauerlaubnis für die Villa und einen zugehörigen Stall erteilt, im Juli 1901 folgte eine Nachtragsgenehmigung für einen Weinkeller. Am 30. November 1901 fand die Rohbauabnahme und am 18. August 1902 die Schlussabnahme der Villa statt. Stilistisch lässt sie sich dem picturesquen und abstrahierten Barock zurechnen.
Bis 1931 war die Villa in den Besitz des Fabrikanten Otto Goertz übergegangen, der von dort aus auch seine Amtsgeschäfte als Konsul der Republik China führte. Er ließ in diesem Jahr gemäß einem eingereichten Bauantrag nach Plänen des BDA-Architekten Jacob Stumpf im Obergeschoss eine eigenständige Wohnung einrichten. Spätestens 1935 wurde die Hypothekenbank Weimar neue Eigentümerin des Anwesens, die nun einen Umbau der Villa in ein Dreietagenhaus einschließlich der Dachgeschossräume beabsichtigte und damit den ortsansässigen Architekten und Regierungsbaumeister Julius Rolffs beauftragte. Der Umbau erfolgte nach Erteilung der Genehmigung im Oktober 1935 unter Wahrung des äußeren Erscheinungsbilds und umfasste auch die Umgestaltung eines Erkerausbaus zu einem Balkon.
Im Zweiten Weltkrieg erlitten die Villa und das zugehörige Stall-/Remisengebäude Schäden durch Bombentreffer, denen nach Juni 1945 eine Instandsetzung folgte. Ab spätestens 1958 gehörte das Anwesen wie die benachbarte Villa Tempelstraße 10 zur Liegenschaft der mit ihrem Hauptgebäude angrenzenden Universitäts-Kinderklinik (Zentrum für Kinderheilkunde) und ging auch in das Eigentum der Universität über. Es diente als Schwesternhaus der Klinik, die im Jahre 2020 auf den Venusberg verlegt wurde. Das Gelände soll zukünftig weiterhin von der Universität genutzt werden.